# Femmes et technologies de l'information et de la communication
Femmes et technologies de l'information et de la communication également appelé Femmes et TIC, est une association à caractère non lucratif créée en 2007 et officialisée en 2009 au Mali. Elle travaille sur de nombreux thématiques et a comme spécialité l'utilisation du numérique pour l'appropriation des femmes défavorisées, les jeunes et pour le développement.

## Mission
La mission des Femmes et Technologies de l'information et de la communication au Mali est d'encourager, promouvoir la vulgarisation et l'appropriation des technologies de l'information et de communication par les femmes du Mali et cela quelqu’il soit leur niveau d'éducation et leur situation socioculturelle afin de favoriser leur participation effective au développement du pays. Elle vise aussi la réduction des inégalités de genres dans le domaine des TIC et encourage l'inclusion numérique des femmes.

## Réalisations
De 2019 à 2020 « Apprenons les uns des autres », un programme destiné aux femmes handicapées, violentées du Mali qui exercent des activités dits d’hommes. Femmes et TIC organise des journées de sensibilisation des femmes maliennes à l'utilisation et à la maîtrise des TIC. Aussi partenaire du réseau de femmes, menant une meilleure implication des femmes et jeunes filles dans le secteur numérique, ce par une formation d’une semaine sur l’intelligence artificielle en ligne. Elle apporte des Fonds d’Appui aux moteurs de changement et programme d’utilisation des TIC pour le renforcement de la mobilisation sociale sur les droits et devoirs des citoyens, il ressort 1082 femmes et filles parmi 2000 bénéficiaires. Femmes &TIC participe au programme voice depuis 8 ans, dans le cadre des activités, création de liens et partage pour des personnes  handicapées, communautés minorisées, personnes mises à l'écart, victimes de violences, d’abus et d’exploitation.
En 2021, l'association organise une émission en direct sur Facebook sur les problématiques des transports au Mali. 
En 2022, Femmes & tic en collaboration avec le consortium Fav lancent l'application dénommée « Je m'engage à connaître les textes du Mali »,. 

## Conseil administratif et Membres
Le conseil administratif de Femmes & TIC du Mali est créé en 2016 et est composé de 5 membres dont des membres fondateurs et des personnes ressources. Ce conseil est renouvelé en octobre 2021 et a pour présidente actuelle Tienou Rokia Koné. Le personnel de l'association est composée de 3 femmes et 2 hommes.